# 오기마치인노 사쿄노다이부
오기마치인 사쿄노다이부(일본어: 正親町院左京大夫 おおぎまちいんのさきょうのだいぶ[*], 생몰년 미상)는 가마쿠라 시대의 여류가인이다.

## 경력
츠치미카도 천황의 황녀 오기마치인 카쿠시 내친왕에 출사한 것 외에, 전기정보가 부족하다. 『쇼쿠고슈이와카슈(続後拾遺和歌集)』 이후의 칙찬집에 5수 입집했다는 자료도 있지만 확인할 수 없다. 우타아와세에 작품을 남기고 있다.

## 작품

### 테이스카ㆍ우타아와세
| 명칭       | 시기                         | 작자명 표기             | 비고                                |
| ---------- | ---------------------------- | ----------------------- | ----------------------------------- |
| 河合社歌合 | 1243년 (간겐 원년) 11월 17일 | 오기마치인 사쿄노다이부 | 후지와라노 타메노리와 대결. 1승 2무 |

### 사가집
- 가집은 전존하지 않음.

## 같이 보기
- 츠치미카도 천황